# Liste des parcs nationaux de Pologne

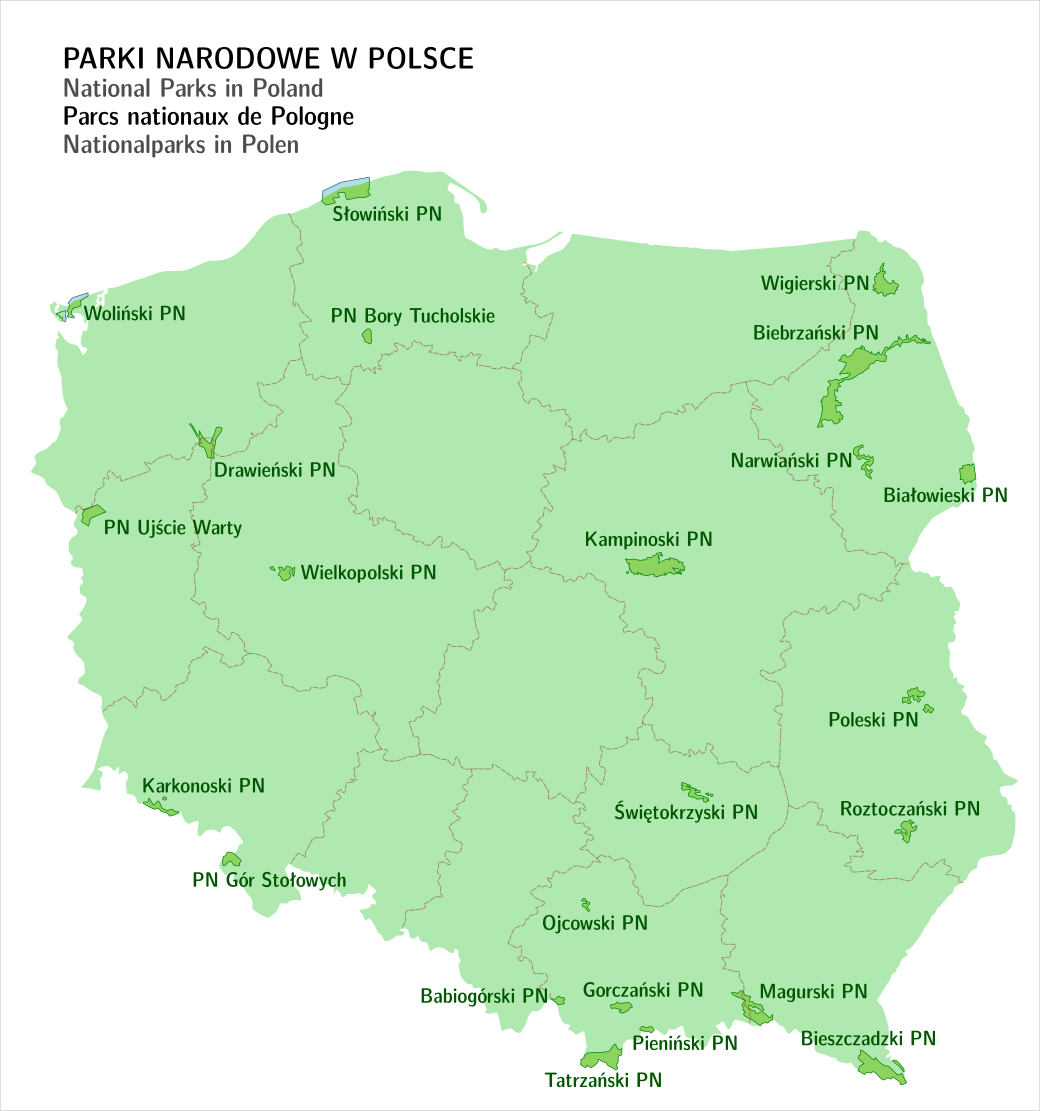
Carte des parcs nationaux

La Pologne compte 23 parcs nationaux (Parki narodowe), étendus sur une superficie totale de 3 145 km² :
| Logo | Dénomination                                                                                         | Date de création | Superficie (km²) | Siège du parc national  | Photo |
| ---- | --- | ---------------- | ---------------- | ----------------------- | ----- |
|      | Parc national de Babia Góra Babiogórski Park Narodowy Réserve de biosphère UNESCO                    | 1954             | 33,92            | Zawoja                  |       |
|      | Parc national de Bialowieza Białowieski Park Narodowy Réserve de biosphère UNESCO Patrimoine mondial | 1932             | 105,02           | Białowieża              |       |
|      | Parc national de Biebrza Biebrzański Park Narodowy                                                   | 1993             | 592,23           | Osowiec-Twierdza        |       |
|      | Parc national de Bieszczady Bieszczadzki Park Narodowy Réserve de biosphère UNESCO                   | 1973             | 292,02           | Ustrzyki Górne          |       |
|      | Parc national de la forêt de Tuchola Park Narodowy Bory Tucholskie Réserve de biosphère UNESCO       | 1996             | 47,98            | Charzykowy              |       |
|      | Parc national de Drawa Drawieński Park Narodowy                                                      | 1990             | 113,91           | Drawno                  |       |
|      | Parc national de Gorce Gorczański Park Narodowy                                                      | 1981             | 70,30            | Poręba Wielka           |       |
|      | Parc national des Monts tabulaires Park Narodowy Gór Stołowych                                       | 1993             | 63,39            | Kudowa-Zdrój            |       |
|      | Parc national de Kampinos Kampinoski Park Narodowy Réserve de biosphère UNESCO                       | 1959             | 385,44           | Izabelin                |       |
|      | Parc national des Monts des Géants Karkonoski Park Narodowy Réserve de biosphère UNESCO              | 1959             | 55,76            | Jelenia Góra            |       |
|      | Parc national de Magura Magurski Park Narodowy                                                       | 1995             | 194,39           | Krempna                 |       |
|      | Parc national de Narew Narwiański Park Narodowy                                                      | 1996             | 73,50            | Kurowo                  |       |
|      | Parc national d'Ojców Ojcowski Park Narodowy                                                         | 1956             | 21,46            | Ojców                   |       |
|      | Parc national des Piénines Pieniński Park Narodowy                                                   | 1932             | 23,46            | Krościenko nad Dunajcem |       |
|      | Parc national de Polésie Poleski Park Narodowy Réserve de biosphère UNESCO                           | 1990             | 97,62            | Urszulin                |       |
|      | Parc national de Roztocze Roztoczański Park Narodowy                                                 | 1974             | 84,83            | Zwierzyniec             |       |
|      | Parc national de Słowiński Słowiński Park Narodowy Réserve de biosphère UNESCO                       | 1967             | 186,18           | Smołdzino               |       |
|      | Parc national des Monts Sainte-Croix Świętokrzyski Park Narodowy                                     | 1950             | 76,26            | Bodzentyn               |       |
|      | Parc national des Tatras Tatrzański Park Narodowy Réserve de biosphère UNESCO                        | 1954             | 211,64           | Zakopane                |       |
|      | Parc national de l'embouchure de la Warta Park Narodowy Ujście Warty                                 | 2001             | 80,38            | Chyrzyno                |       |
|      | Parc national de Grande-Pologne Wielkopolski Park Narodowy                                           | 1957             | 75,84            | Jeziory                 |       |
|      | Parc national de Wigry Wigierski Park Narodowy                                                       | 1989             | 150,86           | Krzywe                  |       |
|      | Parc national de Wolin Woliński Park Narodowy                                                        | 1960             | 109,37           | Międzyzdroje            |       |

## Voir Aussi
- Aires protégées de Pologne
- Liste des parcs naturels de Pologne